# Charoides cruda
Charoides cruda là một loài bọ cánh cứng trong họ Cerambycidae.